# Frank Hanly
Pour les articles homonymes, voir Hanly.
James Franklin Hanly, né le 4 avril 1863 près de St. Joseph (Illinois) et mort le 1er août 1920 à Dennison (Ohio), est un homme politique américain. Il est le 26e gouverneur de l'Indiana de 1905 à 1909.

## Biographie
James Franklin Hanly, né le 4 avril 1863 près de St. Joseph (Illinois), est le fils d'Elijah et Anne Eliza (Calton) Hanly.
Il est le 26e gouverneur de l'Indiana de 1905 à 1909.